# تپه کهوللی دره ۲
تپه کهوللی دره ۲ مربوط به هزاره اول قبل از میلاد - سده‌های میانه دوران‌های تاریخی پس از اسلام است و در شهرستان مراغه، بخش سراجو، دهستان سراجوی شرقی، روستای پالچخلو واقع شده و این اثر در تاریخ ۲۵ آبان ۱۳۸۷ با شمارهٔ ثبت ۲۳۶۳۳ به‌عنوان یکی از آثار ملی ایران به ثبت رسیده است.